# Spring Ridge (Maryland)
Spring Ridge es un lugar designado por el censo ubicado en el condado de Frederick en el estado estadounidense de Maryland. En el Censo de 2010 tenía una población de 5.795 habitantes y una densidad poblacional de 838,94 personas por km².

## Geografía
Spring Ridge se encuentra ubicado en las coordenadas 39°24′18″N 77°20′17″O / 39.40500, -77.33806. Según la Oficina del Censo de los Estados Unidos, Spring Ridge tiene una superficie total de 6.91 km², de la cual 6.83 km² corresponden a tierra firme y (1.12%) 0.08 km² es agua.

## Demografía
Según el censo de 2010, había 5.795 personas residiendo en Spring Ridge. La densidad de población era de 838,94 hab./km². De los 5.795 habitantes, Spring Ridge estaba compuesto por el 87.63% blancos, el 5.45% eran afroamericanos, el 0.35% eran amerindios, el 3.64% eran asiáticos, el 0% eran isleños del Pacífico, el 0.79% eran de otras razas y el 2.14% pertenecían a dos o más razas. Del total de la población el 4.52% eran hispanos o latinos de cualquier raza.